# Die Stem van Suid-Afrika
Die Stem van Suid-Afrika (Tiếng Anh: The Call of South Africa, Tạm dịch: Tiếng gọi Nam Phi), là bài quốc ca của Nam Phi từ năm 1954 cho đến khi chế độ apartheid sụp đổ vào năm 1994. Sau đó, bài hát này kết hợp với  Nkosi Sikelel' iAfrika (Bài hát chống chế độ phân biệt chủng tộc của người da đen ở Nam Phi) trở thành quốc ca chính thức của Nam Phi vào năm 1997.

## Lời
| "Die Stem van Suid-Afrika" (Tiếng Afrikaans) | "The Call of South Africa" (Tiếng Anh) | Literal translation from Afrikaans |
| First verse                                  |                                        |                                    |
| Uit die blou van onse hemel,                 | Ringing out from our blue heavens,     | From the blue of our heaven        |
| Uit die diepte van ons see,                  | From our deep seas breaking round,     | From the depths of our sea,        |
| Oor ons ewige gebergtes                      | Over everlasting mountains,            | Over our eternal mountain ranges   |
| Waar die kranse antwoord gee.                | Where the echoing crags resound,       | Where the cliffs give answer       |
| Deur ons vêr verlate vlaktes                 | From our plains where creaking wagons, | Through our far-deserted plains    |
| Met die kreun van ossewa.                    | Cut their trails into the earth,       | With the groan of ox-wagon         |
| Ruis die stem van ons geliefde,              | Calls the spirit of our country,       | Rustles the voice of our beloved,  |
| Van ons land Suid-Afrika.                    | Of the land that gave us birth.        | Of our country South Africa        |
| Ons sal antwoord op jou roepstem,            | At thy call we shall not falter,       | We will answer to your calling,    |
| Ons sal offer wat jy vra:                    | Firm and steadfast we shall stand,     | We will offer what you ask         |
| Ons sal lewe, ons sal sterwe,                | At thy will to live or perish,         | We will live, we will die          |
| Ons vir jou, Suid-Afrika.                    | O South Africa, dear land              | We for Thee, South Africa          |